# Antonio Santarelli (archeologo)
Antonio Santarelli (Forlì, 22 aprile 1832 – 12 agosto 1920) è stato un archeologo italiano.

## Biografia
Figlio dell'architetto Giacomo Santarelli e di Maddalena Baroncelli, fratello maggiore dello scultore Apollodoro e dei patrioti Apelle (1833-1919) e Giuseppe (1838-1877).
Antonio Santarelli fu membro della Commissione governativa di Belle Arti, Regio Ispettore agli scavi e monumenti del circondario di Forlì dal 1878 al 1918,  direttore dei Musei civici di Forlì dal 1880 e della Pinacoteca dal 1882.
Effettuò numerosi scavi nei dintorni della sua città, a Villanova, Vecchiazzano ed in altre località.
Gli si deve la fondazione del primo nucleo di quello che è oggi il Museo archeologico nazionale di Sarsina.
Ad Antonio Santarelli è intitolato il Museo Civico Archeologico di Forlì, la cui stessa fondazione è dovuta al suo lavoro. Il Museo ospita, tra l'altro, i reperti litici di Montepoggiolo, tra i più antichi dell'Europa.
Scrisse molte opere di storia e di archeologia.
È ricordato anche come filantropo e benefattore, insieme al fratello Apelle, avendone disposto a favore di un asilo infantile forlivese che, ancora oggi, porta il loro nome. All'asilo sono andate anche le carte del prezioso archivio Santarelli. Con le sue ultime volontà favorì anche gli Istituti artistici e culturali forlivesi tramite lascito testamentario.
È sepolto nella monumento di famiglia del cimitero monumentale di Forlì realizzato dal fratello Apollodoro.

## Riconoscimenti
A lui è intitolata una strada a Forlì. Una lapide e un monumento commemorativo all'ex asilo infantile lo ricordano.

## Opere
- Scavi in una stazione pre-romana a Villanova presso Forlì, Forlì, Tip. e Lit. Democratica, 1888.
- Di una necropoli romana scoperta presso Forlimpopoli, Forlì, Tip. Democratica, 1878.
- Notizia di lapide romana donata al Museo di Forlì, s.l., 1873 (?).